# Linia kolejowa Gotha – Leinefelde
Linia kolejowa Gotha – Leinefelde – niezelektryfikowana linia kolejowa w  Niemczech, w kraju związkowym Turyngia. Biegnie z miejscowości Gotha do Leinefelde. Została otwarta w 1870 przez Thüringische Eisenbahn-Gesellschaft.